# Гиннесс, Уолтер, 1-й барон Мойн
Уолтер Эдвард Гиннесс, 1-й барон Мойн (англ. Walter Edward Guinness, 1st Baron Moyne; 29 марта 1880, Дублин — 6 ноября 1944) — британский политик, министр по делам Ближнего Востока, убитый боевиками еврейской подпольной организации ЛЕХИ.

## Биография
Обучался в Итонском колледже. По окончании учёбы участвовал в англо-бурской войне. В 1907 году был избран в английский парламент как представитель консервативной партии. Во время Первой мировой войны служил в Египте и Галлиполи. С 1922 по 1929 годы был заместителем министра, а затем министром в английском правительстве. В 1929 году получил титул барона. 
С 1929 года и до начала Второй мировой войны участвовал во многих комиссиях по расследованию. В том числе возглавлял комиссию Мойна, призванную выявить причины рабочих выступлений в Британской Вест-Индии 1930-х и предоставить рекомендации по решению проблем колоний.
С 1941 по 1942 годы был министром по делам колоний. В 1942 году стал министром по делам Ближнего Востока с канцелярией в Каире. Активно занимался благотворительностью. 6 ноября 1944 года был застрелен двумя боевиками «Лехи».

## Причины убийства
Уолтер Гиннесс, несмотря на Декларацию Бальфура, был противником переселения евреев в Землю Израиля. В 1942 году лорд произнёс в Палате лордов речь, в которой заявил, что «(современные) евреи не являются наследниками древних евреев и (потому) не имеют прав на Святую землю». Как инициатор жёсткого ограничения иммиграции евреев в Палестину во время поголовного уничтожения евреев в Европе был объявлен «безжалостным врагом независимости евреев».

## Убийство
Убийство было организовано и осуществлено организацией «ЛЕХИ». Элияху Хаким и Элияху Бейт-Цури были посланы в Египет для слежки и подготовки убийства.
6 ноября 1944 года по дороге с работы домой Гиннесс был застрелен Элияху Хакимом. Убийцы скрылись на велосипедах, но были арестованы английскими солдатами. Оба предстали перед египетским судом, были признаны виновными и повешены 22 марта 1945 года.
Убийство вызвало проведение специальной военной операции против «Иргуна» и «ЛЕХИ».